# Casa del Salvatore

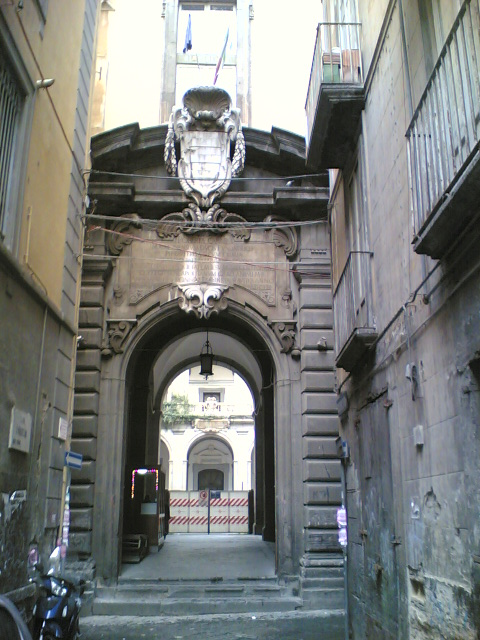
Casa del Salvatore in Neapel: Eingangsportal vom Vico San Marcellino aus

Die Casa del Salvatore ist ein Gebäudekomplex aus dem 16. Jahrhundert im Viertel Pendino in Neapel in der italienischen Region Kampanien. Er liegt in der Via Paladino und beherbergt heute den Fachbereich Experimentelle Biologie und die Labore des Fachbereichs Geographie der Universität Neapel Federico II sowie das Museumszentrum für Naturwissenschaften.

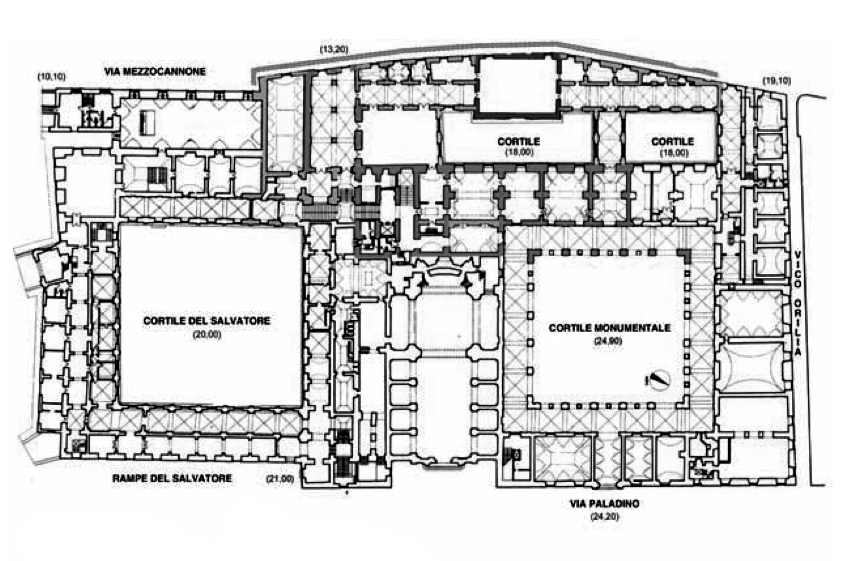
Grundriss des Komplexes

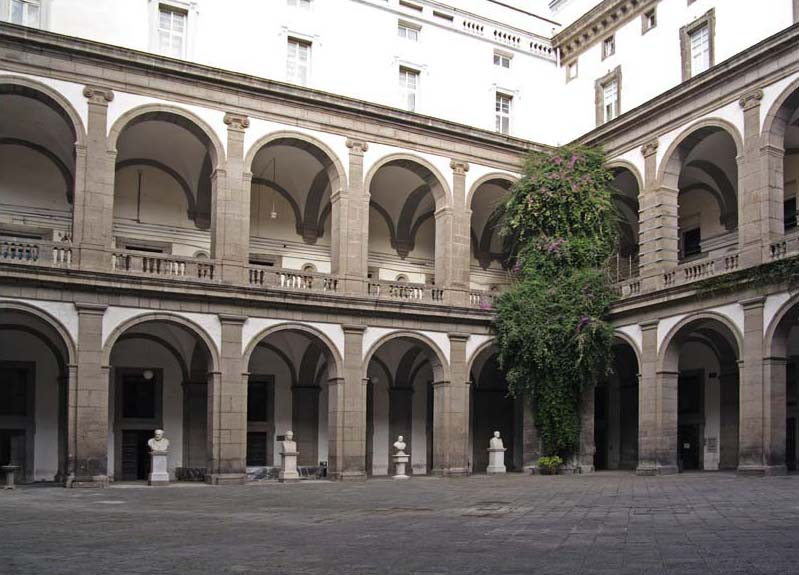
Innenhof der Statuen

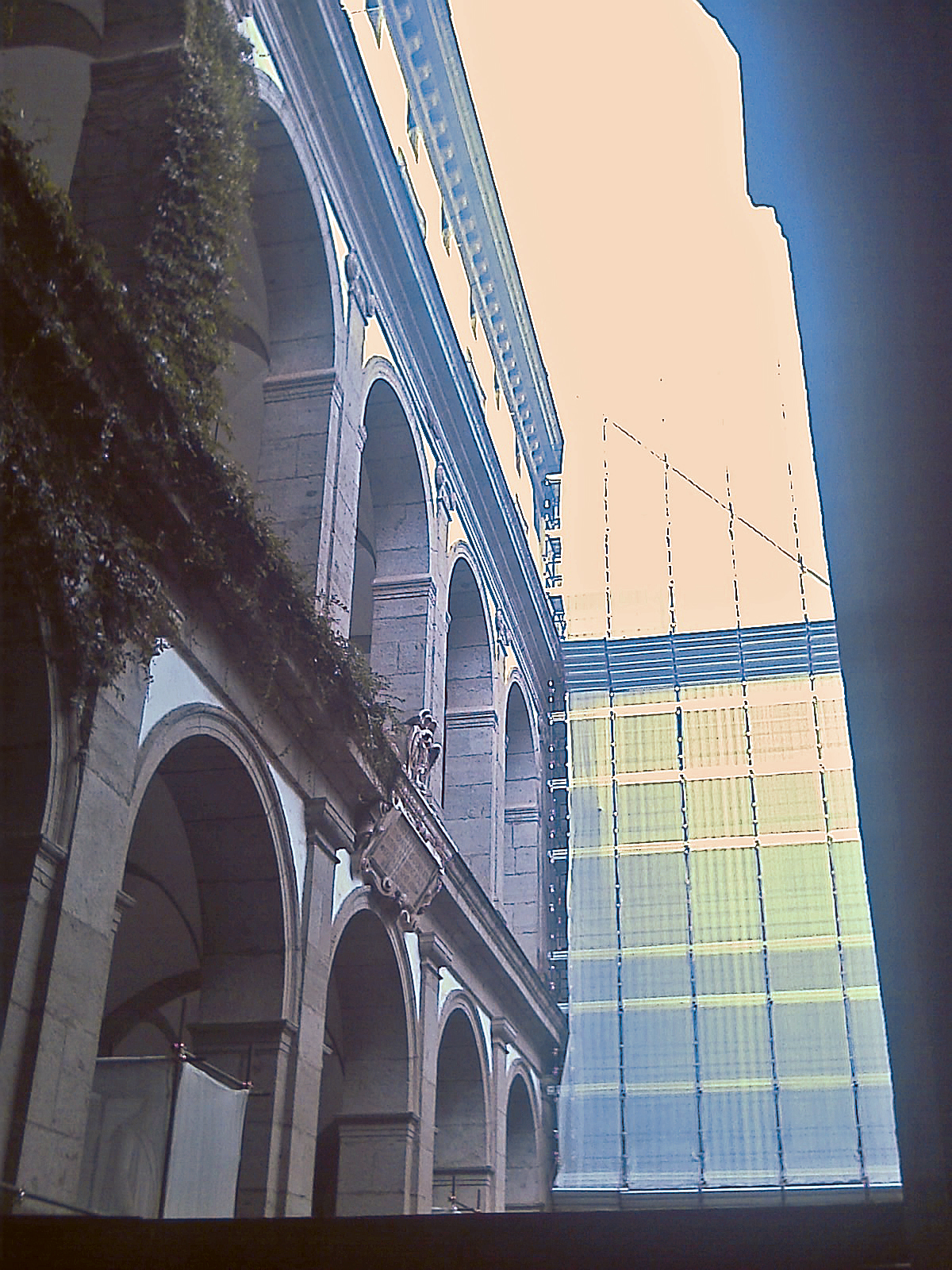
Innenhof der Statuen

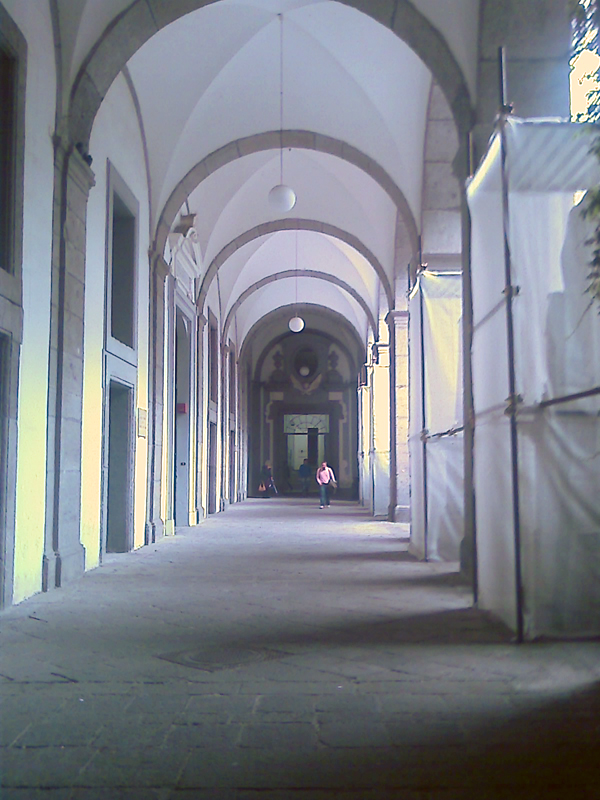
Vorhalle im Innenhof

Der Komplex liegt zwischen der Via Paladino im Osten und der Via Mezzocannone im Westen und besteht aus zwei Baukörpern, die um zwei Innenhöfe herum angeordnet sind, dem Chiostro del Salvatore und dem Chiostro monumentale (auch Innenhof der Statuen), die durch die Kirche Gesù Vecchio im geometrischen Schwerpunkt des gesamten Komplexes getrennt sind.
Im Gebäude um den Chiostro monumentale sind die Società nazionale di Science, Lettere e Arti in Napoli, die Accademia Pontaniana, das Centro linguistico di Ateneo, die Universitätsbibliothek von Neapel, der Fachbereich für Römisches Recht und die Geschichte der romanistischen Wissenschaft, sowie verschiedene Aulen der Universität Neapel Federico II untergebracht.
Im Gebäude um den Chiostro del Salvatore sind dagegen die Labore der Fachbereiche Geowissenschaften und Experimentelle Biologie der Universität Neapel Federico II, sowie die bedeutendsten neapolitanischen Museen (davon vier als Teil des Museumszentrums für Naturwissenschaften), ebenfalls unter der Ägide der Universität Neapel Federico II, untergebracht: Die Museen der Physik, der Anthropologie, der Paläontologie, der Mineralogie und der Zoologie.

## Geschichte
Der Komplex wird auch Ex Collegio Massimo dei Gesuiti (dt.: Ehemaliges Jesuitenkolleg) genannt; das Kolleg hatte ab der Mitte des 16. Jahrhunderts seinen Sitz; die Ordenspater kauften den Palast aus dem 15. Jahrhundert 1554 von Gian Tommaso Carafa. 1557 begannen die Arbeiten zum Bau der Schulen und einer neuen Kirche, zuerst unter der Leitung von Polidoro Cafaro und später unter der des Jesuitenarchitekten Giovanni Tristano, der von seinem Schüler Giovanni de Rosis, ebenfalls einem Jesuiten, unterstützt wurde. 1558 wurde das Haus von Giovanna Cominata und, nach langen Verhandlungen, die benachbarte, spätantike Diakonia gekauft, die den Heiligen Johannes und Paulus geweiht war und 1566 abgerissen wurde, um dort das Presbyterium und die Sakristei der Kirche aus dem 16. Jahrhundert zu errichten, die ihrerseits bei den späteren Umbauarbeiten teilweise abgerissen wurden.
Nach dem Kauf des Palastes von Andrea d’Evoli 1571 wurde 1572–1578 der Kreuzgang von De Rosis errichtet, der heute in das Gebäude aus dem 17. Jahrhundert integriert ist. Mit dem heutigen, monumentalen Kreuzgang begann man 1605 und er wurde 1653 unter der Leitung des Jesuitenarchitekten Giuseppe Valeriano 1653 fertiggestellt, seit De Rosis zum Bau des Collegio Romano nach Rom zurückberufen worden war.
Auf die gleiche Zeit wird auch der Bau einer weiteren Kirche evaluiert, von der man annimmt, dass sie sich auf der anderen Seite des Innenhofes befand, symmetrisch zur großen Aula, von der man weiß, dass sie auf der rechten Seite lag. Das neue Gebäude, das dann „Kirche Gesù Vecchio“ genannt wurde, wurde in den Jahren 1614–1624 unter der Leitung des Jesuiten Pietro Provedi errichtet, der auch den Kreuzgang zu Ende bringen sollte, der von Pater Agazio Stoia komplettiert und schließlich 1632 geweiht wurde.
Die Jesuiten hatte ein Werk bemerkenswerter Identität vorgesehen, an dem sie beteiligt waren, neben den Gläubigen mit ihren Opfergaben auch zwei Adelsfamilien, wie zwei Steintafeln zu Ehren der Wohltäter bezeugen, die von Roberta Carafa di Stigliano (datiert auf 1583, über dem Portal) und die von Cesare del Ponte (aus dem Jahr 1653, entworfen von Cosimo Fanzago). Die letztgenannte Tafel ist im Innenhof angebracht und ist an dem Wappen aus Marmor zu erkennen, in das eine Inschrift in lateinischer Sprache eingeschlagen ist:

“CAESARIS DEPONTE FILII GYMNASIIUM A FUNDAMENTIS AD CULMEN BONIS PATERNIS EXTRUXERUNT MDCV. SOCIETAS JESU GRATI ANIMI MONUMENTUM POSUIT. ANNO DOMINI MDCLIII“
(dt.: Kinder von Cesare De Ponte, mit den väterlichen Gütern ließen sie 1605 das Gebäude vom Fundament bis zum Dach errichten. Die Gesellschaft Jesu errichtet dieses Denkmal voll Dankbarkeit. Jahr 1653.)

Später wurden Restaurierungseingriffe von Cosimo Fanzago zwischen 1630 und 1654 registriert (das Eingangsportal zum Kollegium, die Portale des Chiostro monumentale, die Haupttreppe und darüber hinaus die Eingriffe an der Kirche Gesù Vecchio) von Giovan Domenico Vinaccia zwischen 1671 und 1680 (Kapelle und Hauptfassade der Kirche) und Dionisio Lazzari (Refektorium und Bibliothek). Als die Jesuiten 1767 aus dem Königreich Neapel vertrieben wurden, ließ König Ferdinand IV. mit der Prammatica „De Jesuitis“ vom 25. März 1768 in dem ehemaligen Jesuitengebäude die „öffentlichen Schulen“ einrichten und sorgte dafür, dass sie den Namen „Casa del Salvatore“ erhielten. 1770 gründete der Souverän darüber hinaus mit der Prammatica „De regimine studiorum“ das Real Convitto del Salvatore. Die Anpassungsarbeiten wurden in den Jahren 1768 und 1769, zuerst unter der Leitung von Mario Gioffredo und dann und der von Ferdinando Fuga, durchgeführt. 1799 wurde das Real Convitto del Salvatore geschlossen und teilweise als Lazarett für die russischen Truppen genutzt. 1807 wurde daraus das Collegio Reale und mit Dekret vom 28. Februar 1812 wurde dieses in den Rang eines „Lyceums“ erhoben. Am 25. Oktober 1860 wurde das „Liceum“ per diktatorischem Erlass abgeschafft und seine Räumlichkeiten an die anderen Räume angegliedert, die von der Universität belegt waren. Nach einem kurzen Zwischenspiel, das die Jesuiten bis zu ihrer erneuten Vertreibung aus dem Königreich Neapel zurückkehren ließ, setzte sich die Universität endgültig in dem Komplex zur Disposition von Joseph Bonaparte fest. Gerade in diesen Jahren der französischen Vorherrschaft wurden beeindruckende Arbeiten am Monumentalgebäude unter der Leitung von Stefano Gasse in der Rolle des offiziellen Architekten der königlichen Universität durchgeführt.

## Innenhof der Statuen
1865 wurden im Chiostro monumentale verschiedene Statuen und Büsten bekannter Männer (Petrus de Vinea, Thomas von Aquin, Giordano Bruno, Giambattista Vico, Giacomo Leopardi, Carlo Troya, Luigi Settembrini, Francesco de Sanctis, Bertrando Spaventa, Antonio Tari, Luigi Palmieri, Salvatore Tommasi und Francesco Fiorentino) aufgestellt, daher der Name „Innenhof der Statuen“, unter dem er bekannt ist.
Der Innenhof hat einen quadratischen Grundriss und ist von einer Vorhalle umgeben, die von Pilastern aus Piperno in toskanischem Stil gestützt wird, auf denen sich Lisenen im selben Stil an den Innenwänden des Gewölbes wiederholen. Darüber öffnet sich eine Loggia mit Balustrade, gekennzeichnet von Büsten aus Marmor, die an die darunter positionierten Statuen erinnern, ein zweites Obergeschoss und ein Zwischengeschoss.